# Fríðrikur Petersen
Frederik Petersen (også Fríðrikur Petersen) (22. april 1853 i Saltnes på Østerø, Færøerne – 27. april 1917) var en færøsk provst og politiker.
Han var søn af lærer Johannes Petersen (død 1901). Han blev student i Reykjavik 1875, cand.theol. 1880, sognepræst for Sandø samme år og for Suderø 1885, for Østerø 1900. Provst for Færøerne fra 1900, valgt medlem af Lagtinget 1890 og 1892-1900, landstingsmand for Færøerne 1894-1902 og fra 1906 til sin død, samt medlem af Det kirkelige Udvalg. Petersen var Ridder af Dannebrog. Han var Sambandsflokkurins første formand og besad posten fra partiets stiftelse i 1906 til sin død i 1917.
Frederik Petersen var gift med Sofie Amalie Petersen (født 27. februar 1861 i København), datter af sognepræst E.B. Wesenberg (død 1871) og Laura Wesenberg født Blicher.
Fríðrikskirkjan på Nes på Eysturoy er opkaldt efter ham.